# Turybiusz de Mogrovejo
Święty Turybiusz (ur. 16 listopada 1538 w Mayorga w Hiszpanii, zm. 23 marca 1606 w Saña w Wicekrólestwie Peru) – święty Kościoła katolickiego, arcybiskup Limy, prymas Peru.

## Życie
Turybiusz urodził się w szlacheckiej rodzinie w Maygora w prowincji Léon. W dzieciństwie i młodości wyróżniał się pobożnością, nigdy jednak nie myślał o zostaniu księdzem. Studiował prawo na uniwersytetach w Salamance i Valladolid. Jego umiejętności prawnicze i błyskotliwość zwróciły uwagę króla Hiszpanii Filipa II, który w 1573 roku mianował Turybiusza głównym sędzią inkwizycji w Grenadzie. Postanowienie króla było szokujące i niezwykłe, gdyż Turybiusz był człowiekiem świeckim.
Pięć lat później, król mianował go arcybiskupem Limy w Peru, które było wówczas hiszpańską kolonią. Zszokowany Turybiusz próbował odwołać się od tej decyzji, jednak żadne z jego odwołań nie zostało uwzględnione. W końcu przyjął święcenia kapłańskie, został wyświęcony na arcybiskupa i przybył do Limy w 1581 roku.

## Praca w Peru
Zadanie, które powierzono Turybiuszowi, nie było łatwe. Jego arcybiskupstwo było bardzo rozległe i w dodatku opanowane przez hiszpańskich gubernatorów, których wspomagało duchowieństwo.
Przez następne siedem lat Turybiusz wizytował całą swoją diecezję, starając się naprawić nadużycia popełniane przez duchownych. Napotkał jednak silny opór ze strony gubernatorów, których władzę podważył. Nauczył się również miejscowych dialektów, by móc lepiej porozumiewać się z rdzenną ludnością. Bronił również ich praw.
W 1583 roku zwołał synod prowincjonalny, na którym wytyczył kierunki rozwoju Kościoła w Ameryce Południowej. Kilka lat później, w roku 1591 założył w Limie pierwsze w Ameryce seminarium duchowne. Przeprowadził w zarządzanej przez siebie prowincji kościelnej czternaście synodów, założył kilka seminariów i szpitali.
Zmarł podczas wizytowania miejscowości Saña pod Limą 23 marca 1606 roku.

## W katolicyzmie
Turybiusz został kanonizowany w 1726 roku przez papieża Benedykta XIII.
Wspomnienie świętego Turybiusza jest w Kościele katolickim obchodzone 23 marca.
Początkowo był czczony tylko w Ameryce Południowej. Obecnie kult tego świętego jest bardziej rozpowszechniony.
Jest patronem walki o prawa ludności rdzennej.